# Cabeza del Río
Cabeza del Río är en ort i Mexiko.   Den ligger i kommunen San Cristóbal Amoltepec och delstaten Oaxaca, i den sydöstra delen av landet, 290 km sydost om huvudstaden Mexico City. Cabeza del Río ligger 2 277 meter över havet och antalet invånare är 343.
Terrängen runt Cabeza del Río är kuperad. Runt Cabeza del Río är det ganska tätbefolkat, med 56 invånare per kvadratkilometer. Närmaste större samhälle är Heroica Ciudad de Tlaxiaco, 10,4 km väster om Cabeza del Río. Trakten runt Cabeza del Río består i huvudsak av gräsmarker.